# PCSK1N
PCSK1N (англ. Proprotein convertase subtilisin/kexin type 1 inhibitor) – білок, який кодується однойменним геном, розташованим у людей на короткому плечі X-хромосоми. Довжина поліпептидного ланцюга білка становить 260 амінокислот, а молекулярна маса — 27 372.
| 10         |  | 20         |  | 30         |  | 40         |  | 50         |
| ---------- |  | ---------- |  | ---------- |  | ---------- |  | ---------- |
| MAGSPLLWGP |  | RAGGVGLLVL |  | LLLGLFRPPP |  | ALCARPVKEP |  | RGLSAASPPL |
| AETGAPRRFR |  | RSVPRGEAAG |  | AVQELARALA |  | HLLEAERQER |  | ARAEAQEAED |
| QQARVLAQLL |  | RVWGAPRNSD |  | PALGLDDDPD |  | APAAQLARAL |  | LRARLDPAAL |
| AAQLVPAPVP |  | AAALRPRPPV |  | YDDGPAGPDA |  | EEAGDETPDV |  | DPELLRYLLG |
| RILAGSADSE |  | GVAAPRRLRR |  | AADHDVGSEL |  | PPEGVLGALL |  | RVKRLETPAP |
| QVPARRLLPP |  |            |  |            |  |            |  |            |

A: Аланін

C: Цистеїн

D: Аспарагінова кислота

E: Глутамінова кислота

F: Фенілаланін

G: Гліцин

H: Гістидин

I: Ізолейцин

K: Лізин

L: Лейцин

M: Метіонін

N: Аспарагін

P: Пролін

Q: Глутамін

R: Аргінін

S: Серин

T: Треонін

V: Валін

W: Триптофан

Локалізований у апараті гольджі.
Також секретований назовні.